# Eva Fortuníková
Eva Fortuníková (Křížová) roz. Adamcová (* 20. října 1966, Praha) je československá hráčka basketbalu. Je vysoká 193 cm. Je zařazena na čestné listině mistrů sportu.

## Sportovní kariéra
Patřila mezi opory basketbalového reprezentačního družstva Československa, za které v letech 1985 až 1991 hrála celkem 109 utkání a má podíl na dosažených sportovních výsledcích. Zúčastnila se kvalifikace na Olympijské hry 1988 (Malajzie) - 5. místo a Olympijských her 1988 (Soul, Jižní Korea) - 8. místo, Mistrovství světa 1990 Kuala Lumpur, Malajzie - 4. místo, čtyř Mistrovství Evropy 1985, 1987, 1989, 1991, na nichž získala stříbrnou medaili za druhé místo v roce 1989, dvakrát čtvrté (1985, 1987) a jedenkrát páté místo (1991). S družstvem Československa hrála dvakrát na Mistrovství Evropy v basketbale hráček do 18 let - v roce 1983 (Pecara, Itálie) získala titul mistryně Evropy, v roce 1984 skončila na 3. místě.
V československé basketbalové lize žen hrála celkem 7 sezón (1983-1993) za družstvo VŠ Praha, s nímž získala v ligové soutěži čtyři tituly mistra Československa (1983-1985, 1987-1989), dvakrát druhé místo (1986, 1990) a jedno třetí místo (1993). V sezóně 1985/86 byla vybrána jako do All-Stars - nejlepší pětice hráček československé ligy. Je na 63. místě v dlouhodobé tabulce střelkyň československé ligy žen za období 1963-1993 s počtem 2053 bodů. S klubem VŠ Praha hrála v Poháru mistrů evropských zemí v basketbalu žen (PMEZ), v ročníku 1984 prohra v semifinále proti Levski Spartak Sofia (Bulharsko). V Poháru vítězů pohárů (Ronchetti Cup) družstvo v ročníku 1987/88 bylo vyřazeno v semifinále od Dinamo Kyjev.  

## Sportovní statistiky

### Kluby
- 1983-1993 VŠ Praha, celkem 7 sezón a 7 medailových umístění: 4x mistryně Československa (1983-1985, 1987-1989), 2x vicemistryně Československa (1986, 1990), 3. místo (1993)
- 1986: All Stars - nejlepší pětka hráček ligy - zařazena 1x: od 1985/86
- Česká basketbalová liga: USK Praha, Blex Karlovy Vary, Strakonice

### Evropské poháry
S klubem VŠ Praha - je uveden (počet zápasů, vítězství - porážky) a výsledek v soutěži
- Pohár mistrů evropských zemí v basketbalu žen (PMEZ)
  - 1984 - v semifinále vyřazena od Levski Spartak Sofia (Bulharsko)
  - 1985 - ve čtvrtfinále vyřazena od Agon 08 Dusseldorf (NSR)
- Pohár vítězů pohárů - Ronchetti Cup
  - prohra v semifinále 1988 (Dinamo Kyjev)

### Československo
- Olympijské hry 1988 Soul, Jižní Korea (18 /5) 8. místo
- Kvalifikace na Olympijské hry 1988 Malajzie (36 bodů /6 zápasů) 5. místo
- Mistrovství světa: 1990 Kuala Lumpur, Malajzie (90 /4) 4. místo
- Mistrovství Evropy: 1985 Vicenza, Itálie (82 /7) 4. místo, 1987 Cadiz, Španělsko (25 /3) 4. místo, 1989 Varna, Bulharsko (13 /5) 2. místo, 1991 Tel Aviv. Izrael (51 /5) 5. místo, celkem na 4 ME 171 bodů a 20 zápasů
- 1985-1991 celkem 109 mezistátních zápasů, na OH, MS a 4 ME celkem 293 bodů v 39 zápasech
- Mistrovství Evropy v basketbale hráček do 18 let - Pescara, Itálie (21 /5) 1. místo a titul mistryně Evropy, 1984 Toledo, Španělsko (94 /7) 3. místo
- Titul mistryně sportu